# Castelo de Bamburgo
Castelo de Bamburgo, na costa nordeste de Inglaterra, junto à aldeia de Bamburgh em Northumberland, é um edifício classificado de Grau I.
O local foi originalmente a localização de um forte britónico celta conhecido como Din Guarie e poderá ter sido a capital do reino de Bernícia desde a sua fundação c. 420 até 547. Nesse último ano, foi capturado pelo rei Ida da Bernícia. Após passar entre os bretões e os anglo-saxões três vezes, o forte ficou sob controlo anglo-saxão em 590. Os normandos mais tarde construíram um novo castelo no local, que forma o núcleo do atual. Após uma revolta em 1095 apoiada pelo proprietário do castelo, este tornou-se propriedade do monarca inglês.
No século XVII, dificuldades financeiras levaram à deterioração do castelo, mas foi restaurado por vários proprietários durante os séculos XVIII e XIX. Foi finalmente comprado pelo industrial da era vitoriana William Armstrong, que concluiu a sua restauração. O castelo ainda pertence à família Armstrong e está aberto ao público.

## História

### História medieval
Construído no topo de um penhasco negro de dolérite vulcânica, e parte do Whin Sill, o local foi anteriormente o lar de um forte dos britânicos celtas indígenas conhecido como Din Guarie. Poderá ter sido a capital do reino de Bernícia, o domínio do povo Gododdin, desde a fundação do reino c. 420 até 547, o ano da primeira referência escrita ao castelo. Nesse ano, a cidadela foi capturada pelo governante anglo-saxão Ida da Bernícia (Beornice) e tornou-se a sede de Ida.
O castelo foi brevemente retomado pelos bretões ao seu filho Hussa durante a guerra de 590, antes de ser retomado mais tarde no mesmo ano. Por volta de 600, o sucessor de Hussa, Etelfrido, passou-o para a sua esposa Bebba, de quem derivou o nome primitivo Bebbanburh.

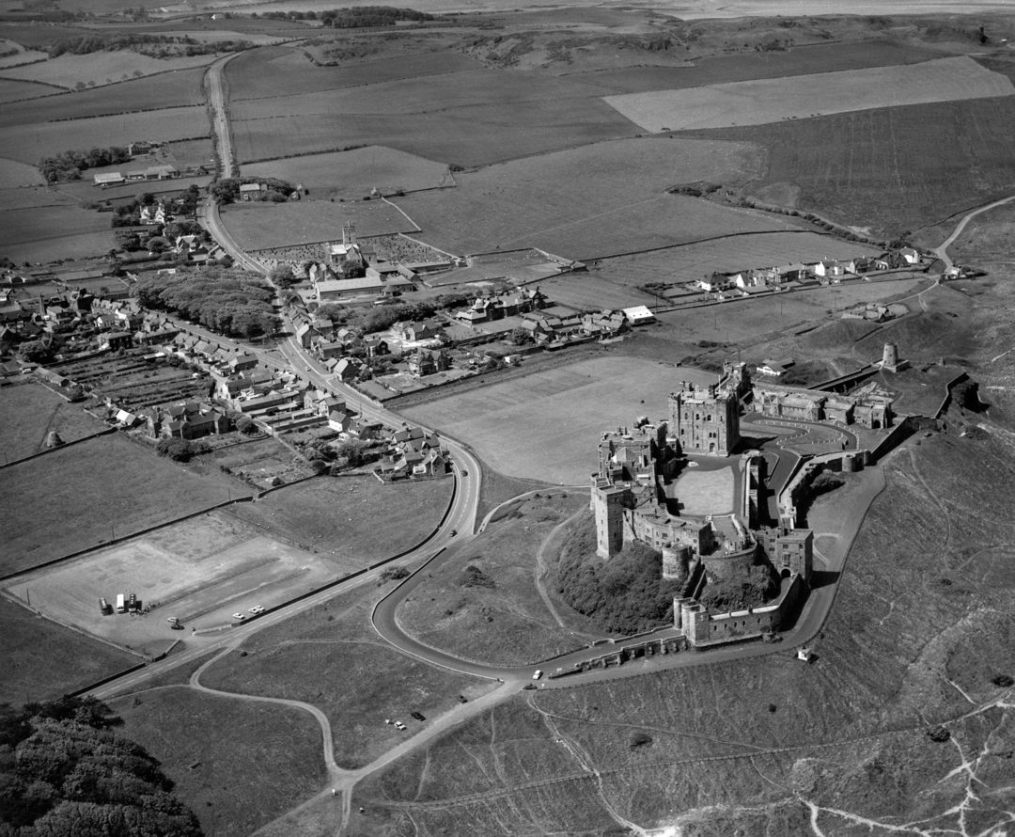
Fotografia aérea de 1973 mostrando a posição do castelo, a nordeste da aldeia de Bamburgo.

Os normandos construíram um novo castelo no local, que forma o núcleo do atual. Guilherme II cercou-o sem sucesso em 1095 durante uma revolta apoiada pelo seu proprietário, Roberto de Mowbray, Conde da Nortúmbria. Após a captura de Roberto, a sua esposa continuou a defesa até ser coagida a render-se pela ameaça do rei de cegar o seu marido.
Bamburgo tornou-se então propriedade do monarca inglês reinante. Henrique II provavelmente construiu a torre de menagem, pois estava concluída em 1164. Após o Cerco de Acre em 1191, e como recompensa pelos seus serviços, o rei Ricardo I nomeou Sir John Forster o primeiro Governador do Castelo de Bamburgo. Após a derrota dos escoceses na Batalha de Neville's Cross em 1346, o rei David II foi mantido prisioneiro no Castelo de Bamburgo.
Durante as guerras civis no final do reinado do rei João, o castelo estava sob o controlo de Filipe de Oldcoates. Em 1464, durante a Guerra das Rosas, foi sujeito a um cerco de nove meses por Ricardo Neville, 16.º Conde de Warwick, o "Fazedor de Reis", em nome dos Iorquistas, que se caracterizou pelo uso extensivo de artilharia.

### História moderna
A família Forster de Northumberland continuou a fornecer à Coroa sucessivos governadores do castelo até que a Coroa concedeu a propriedade (ou um arrendamento, segundo algumas fontes) da igreja e do castelo a outro Sir John Forster em meados do século XVI, após a Dissolução dos Mosteiros. A família manteve a propriedade até que Sir William Forster (falecido em 1700) foi declarado falido postumamente, e as suas propriedades, incluindo o castelo, foram vendidas a Lorde Crew, Bispo de Durham (marido da irmã de Sir William, Dorothy) sob uma Lei do Parlamento para saldar as dívidas em 1704.
Crewe colocou o castelo nas mãos de um conselho de curadores presidido por Thomas Sharp, o Arquidiácono de Northumberland. Após a morte de Thomas Sharp, a liderança do conselho de curadores passou para John Sharp (filho de Thomas Sharp), que remodelou a torre de menagem e os tribunais e estabeleceu um hospital no local. Em 1894, o castelo foi comprado pelo industrial vitoriano William Armstrong, que concluiu a restauração.
Durante a Segunda Guerra Mundial, foram estabelecidas casamatas nas dunas de areia para proteger o castelo e a área circundante de uma invasão alemã e, em 1944, uma corveta da Marinha Real foi batizada HMS Bamborough Castle em homenagem ao castelo. O castelo ainda permanece na posse da família Armstrong.

Após a Guerra, o castelo tornou-se uma propriedade classificada de Grau I. A descrição incluía este comentário sobre o estado do edifício em 1952 e a sua história:
Castelo, dividido em apartamentos. Século XII; em ruínas quando adquirido por Lord Crewe em 1704 e tornado habitável após a sua morte pelo Dr. Sharpe ... Adquirido por Lord Armstrong, que realizou extensa restauração e reconstrução de alta qualidade por C.J. Ferguson, 1894-1904. Arenito esquadriado e aparelho isódomo.

## Localização

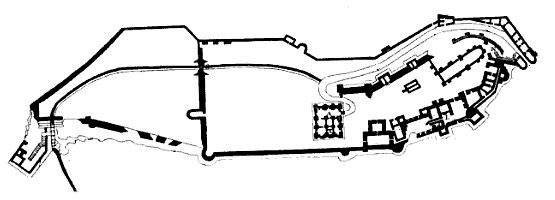
Uma planta do castelo de 1825.

Cerca de 9 miles (14 km) a sul, numa ponta de terra costeira, encontra-se a antiga fortaleza de Castelo de Dunstanburgh e cerca de 5 miles (8 km) a norte fica o Castelo de Lindisfarne na Ilha Sagrada. No interior, a cerca de 26 km a sul, situa-se o Castelo de Alnwick, a casa do Duque de Northumberland.

### Fatores ambientais
Os níveis de qualidade do ar no Castelo de Bamburgo são excelentes devido à ausência de fontes industriais na região. Os níveis sonoros perto da estrada norte-sul que passa pelo Castelo de Bamburgo situam-se entre os 59 e os 63 dBA durante o dia (Northumberland Sound Mapping Study, Northumberland, Inglaterra, junho de 2003). Próximo encontram-se colónias de reprodução de andorinhas-do-mar-árticas e comuns nas Farne Islands interiores, e de papagaios-do-mar, corvos-marinhos-de-crista e tordas-mergulheiras na Staple Island.

### Arqueologia em Bamburgo
Escavações arqueológicas foram iniciadas na década de 1960 por Brian Hope-Taylor, que descobriu a placa de ouro conhecida como a Besta de Bamburgo, bem como a Espada de Bamburgo. Desde 1996, o Projeto de Investigação de Bamburgo tem investigado a arqueologia e a história do Castelo e da área de Bamburgo. O projeto concentrou-se no local da fortaleza e no cemitério medieval primitivo em Bowl Hole, localizado em dunas de areia a sul do castelo, cuja evidência foi revelada pela primeira vez numa tempestade de 1817.
Durante as escavações em Bowl Hole entre 1998 e 2007, foram descobertos os restos mortais de 120 indivíduos dos séculos VII e VIII nesse cemitério. O projeto de investigação foi liderado pela Professora Charlotte Roberts da Universidade de Durham, e encontrou restos mortais de indivíduos originários da Irlanda, Escócia, Escandinávia, Mediterrâneo e Norte de África.
Finalmente, em 2016, foram trasladados para a cripta da Igreja de Santo Aidan, Bamburgh; a cripta pode ser visitada através de um pequeno portão.

## Museu Armstrong e de Artefactos da Aviação
As lavandarias do castelo albergam o Museu Armstrong e de Artefactos da Aviação, com exposições sobre o industrial vitoriano William Armstrong e a Armstrong Whitworth, a empresa de manufatura que fundou. As exposições incluem motores, artilharia e armamento, e artefactos da aviação de duas guerras mundiais.

## Paróquia civil
O Castelo de Bamburgo foi uma paróquia civil; em 1951, a paróquia tinha uma população de 18 habitantes. O Castelo de Bamburgo foi anteriormente um burgo na paróquia de Bambrougo,; a partir de 1866, o Castelo de Bamburgo foi uma paróquia civil autónoma até ser abolida em 1 de abril de 1955 e fundida com Bamburgo.

## Na cultura popular

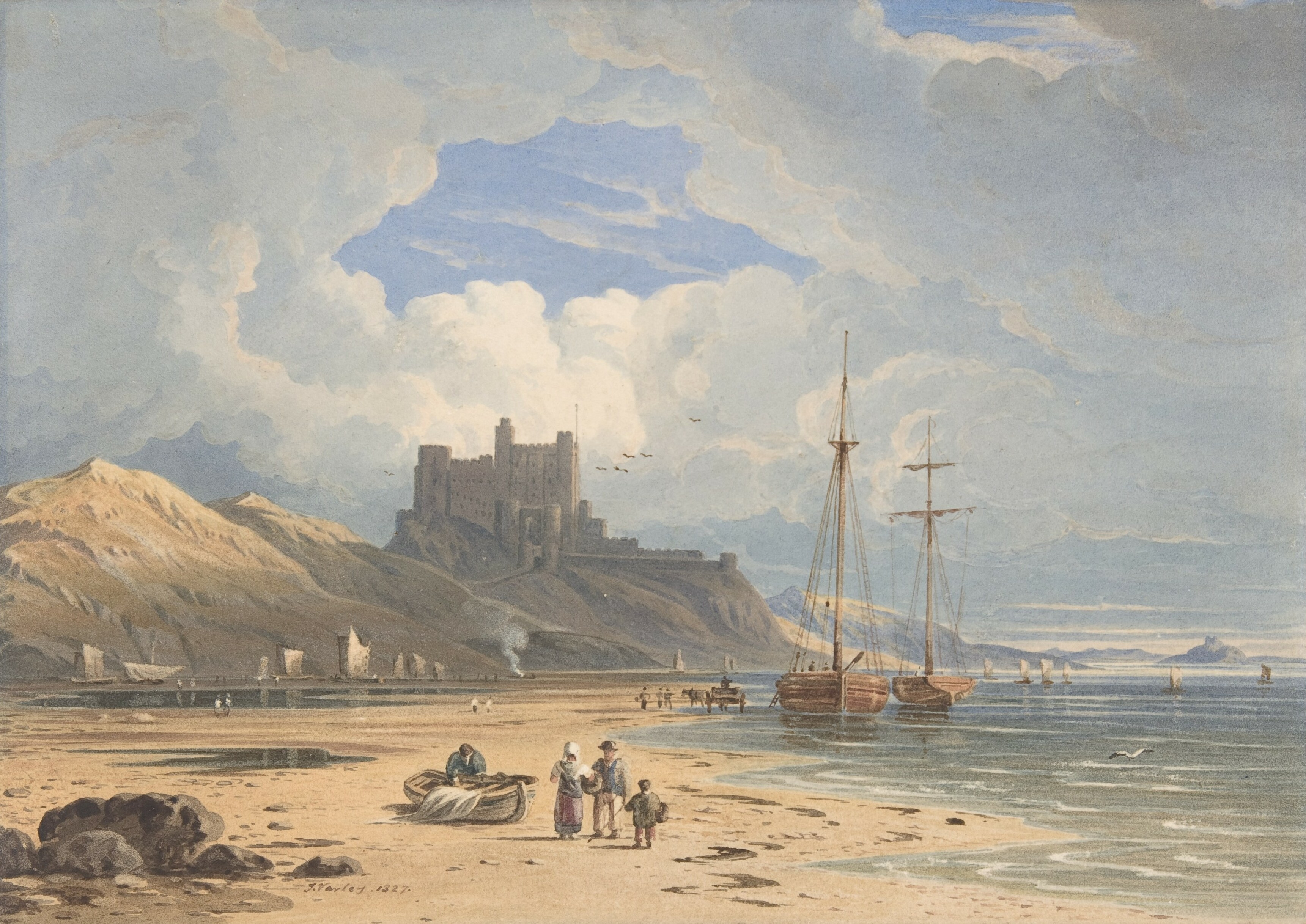
"Castelo de Bamburgo do Nordeste, com a Ilha Sagrada ao longe, Northumberland" por John Varley (1827; Metropolitan Museum of Art).

### Aparições literárias selecionadas
O castelo figura na balada The Laidly Worm of Spindleston Heugh escrita por volta de 1270. O autor britânico do final da Idade Média Thomas Malory identificou o Castelo de Bamburgo com Joyous Gard, o mítico castelo-lar de Sir Lancelote na lenda arturiana.
Na literatura, Bamburgo, sob o seu nome saxónico Bebbanburg, é o lar de Uhtred Uhtredson, o personagem principal de The Saxon Stories de Bernard Cornwell. Aparece como um local significativo ou como inspiração para o protagonista em todos os livros da série, começando com The Last Kingdom, e as sequelas The Pale Horseman, The Lords of the North, Sword Song, The Burning Land, Death of Kings, The Pagan Lord, The Empty Throne, Warriors of the Storm, The Flame Bearer,  War of the Wolf, Sword of Kings e War Lord.
O castelo e também a aldeia fornecem o cenário para o romance policial Bamburgh escrito por LJ Ross.

### Aparições mediáticas selecionadas
Além de aparições como ele próprio, por exemplo no programa de televisão Most Haunted em 2006, e no jogo de corridas de 2018 Forza Horizon 4, o Castelo de Bamburgo tem sido usado como local de filmagem para vários projetos de televisão e cinema:
- 1927: Huntingtower[35]
- 1949: A Connecticut Yankee in King Arthur's Court[36]
- 1964: Becket (1964)[37]
- 1971:  Os Demónios[38]
- 1971:  Macbeth[39]
- 1971:  Mary, Queen of Scots[40]
- 1982:  Ivanhoe[41]
- 1984–86: Robin of Sherwood[42]
- 1998: Elizabeth[41]
- 2011: A escavação do Time Team do Channel 4 no Castelo de Bamburgh[43]
- 2015: Macbeth (film)[44]
- 2018: O Último Reino[45]
- 2023: Indiana Jones e o Marcador do Destino[46]